# Dominicas de Gramond
La Congregación de Santo Domingo de Gramond (en francés: Congrégation Saint Dominique de Gramond) fue una congregación religiosa católica femenina, de vida apostólica y de derecho diocesano, fundada por Pierre Combal y Anne Marie Boutonnet (Francisca de Sales), en Gramond (Francia), en 1843. A las religiosas de este instituto se les conocía como dominicas de Gramond y posponían a sus nombres las siglas O.P. Se fusionó con la Congregación Romana de Santo Domingo en el año 2016.

## Historia
La congregación fue fundada por la religiosa francesa Anne Marie Boutonnet, con la ayuda del sacerdote Pierre Combal, en 1843, con el fin de educar a los jóvenes, en Gramond, Francia. El instituto se expandió rápidamente y ya en vida de los fundadores contaba con 33 comunidades en toda Francia. A causa de la Revolución francesa, fueron suprimidas la mayoría de las comunidades y las religiosas dispersas, lo que provocó la casi desaparición de la misma y la apertura del carisma a la atención de los enfermos.
El instituto recibió la aprobación como congregación de derecho diocesano el 26 de junio de 1843, de parte del obispo Jean-François Crozier, de la diócesis de Rodez. Fue agregado a la Orden de los Predicadores el 27 de noviembre de 1875. El 18 de febrero de 2016 la congregación se unió con la Congregación Romana de Santo Domingo.

## Organización
La Congregación de Santo Domingo de Gramond era una congregación religiosa nacional, de derecho diocesano y centralizada, cuyo gobierno era ejercido por una priora general. La sede central se encontraba en Gramond (Francia) y las religiosas se dedicaban a la educación e instrucción cristiana de la juventud y a la atención de los enfermos.